# Colonche

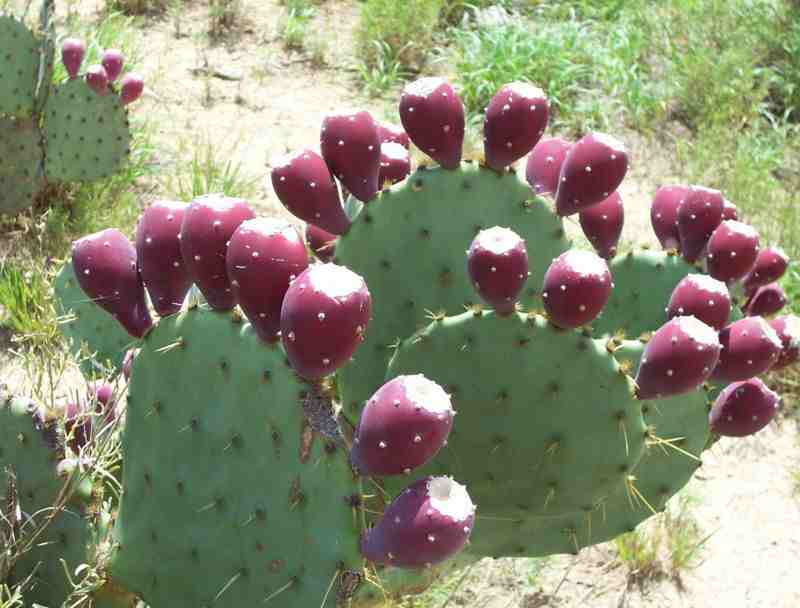
Nopal z owocami

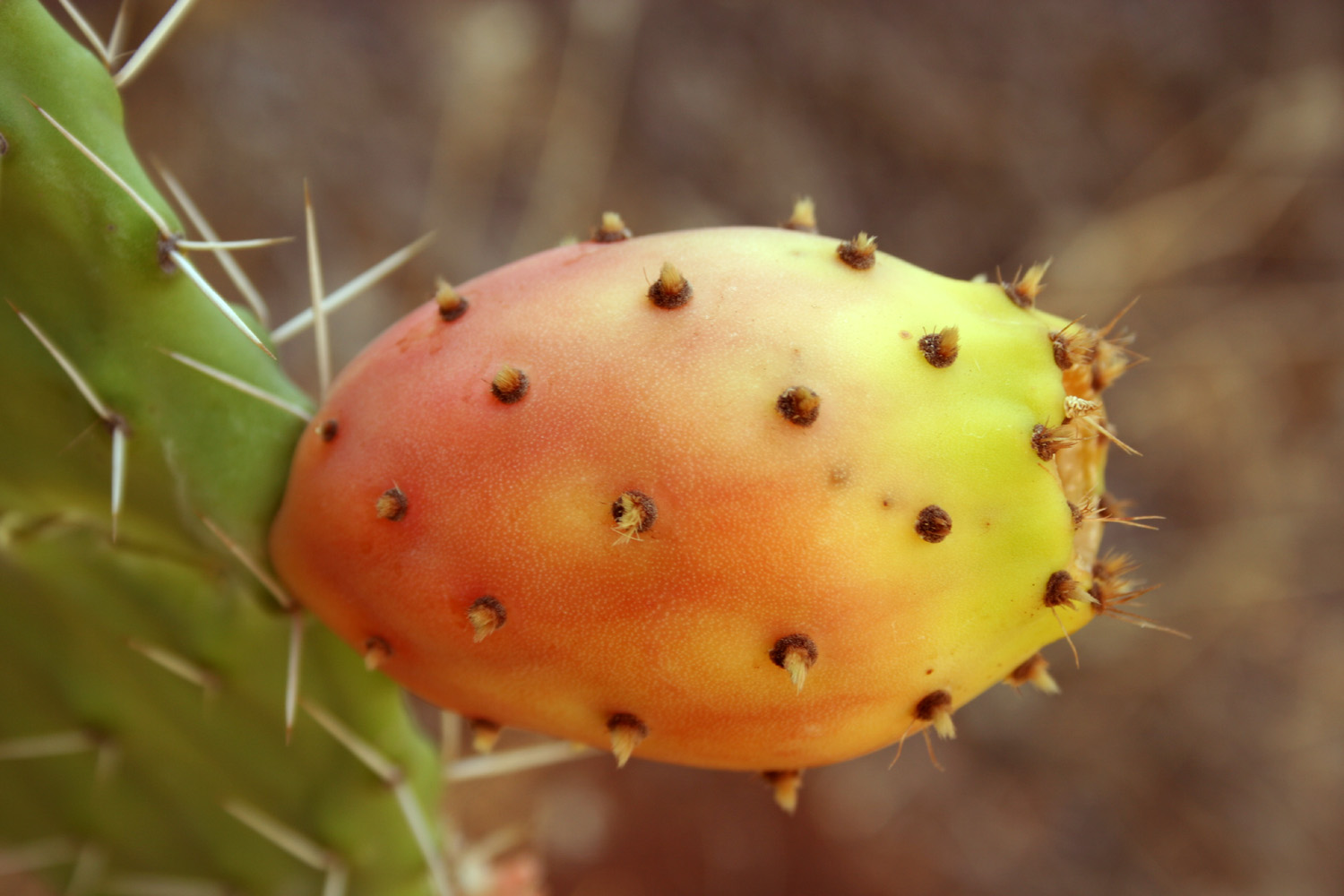
Owoc opuncji

Colonche – meksykański napój alkoholowy otrzymywany z soku z gotowanych i ostudzonych owoców (hiszp. tuna) niektórych rodzajów jadalnych kaktusów (hiszp. nopal), zwłaszcza Opuntia streptacantha. Sam napój ma długą historię, lecz nazwa colonche ma niejasną etymologię. W języku nahuatl nazywano ten napój nochoctli (dosłownie „wino kaktusowe”). Nie opracowano jeszcze pewnego sposobu konserwacji soku i samego napoju, więc produkuje się colonche na bieżąco wyłącznie w sezonie dojrzewania owoców opuncji i konsumuje jeszcze podczas trwania fermentacji, gdy napój jest słodki (zawartość alkoholu – około 4–6%, zawartość cukrów 7–9%).